# Xiphodontidae
Gli xifodontidi (Xiphodontidae) sono una famiglia di artiodattili estinti, caratteristici dell'Eocene medio e superiore (circa 45 - 35 milioni di anni fa). I loro resti fossili sono stati ritrovati esclusivamente in Europa. 

## Descrizione
Questi animali erano di piccole dimensioni, e l'altezza al garrese non doveva superare i 40 centimetri. L'aspetto era simile a quello delle gazzelle, con lunghe zampe bidattile, molto adatte alla corsa veloce. Il cranio era allungato e sottile, e presenta una dentatura piuttosto specializzata (selenodonte), con premolari allungati e divenuti superfici taglienti. 

## Evoluzione e classificazione
A causa delle caratteristiche stranamente evolute in confronto ad altri artiodattili eocenici, gli xifodontidi sono stati spesso messi in correlazione con i tilopodi (tra cui i cammelli). Non è chiaro, però, il loro effettivo legame di parentela con i tilopodi: sembra che le caratteristiche che accomunano i due gruppi potrebbero essere state condivise con altri gruppi di artiodattili primitivi. 

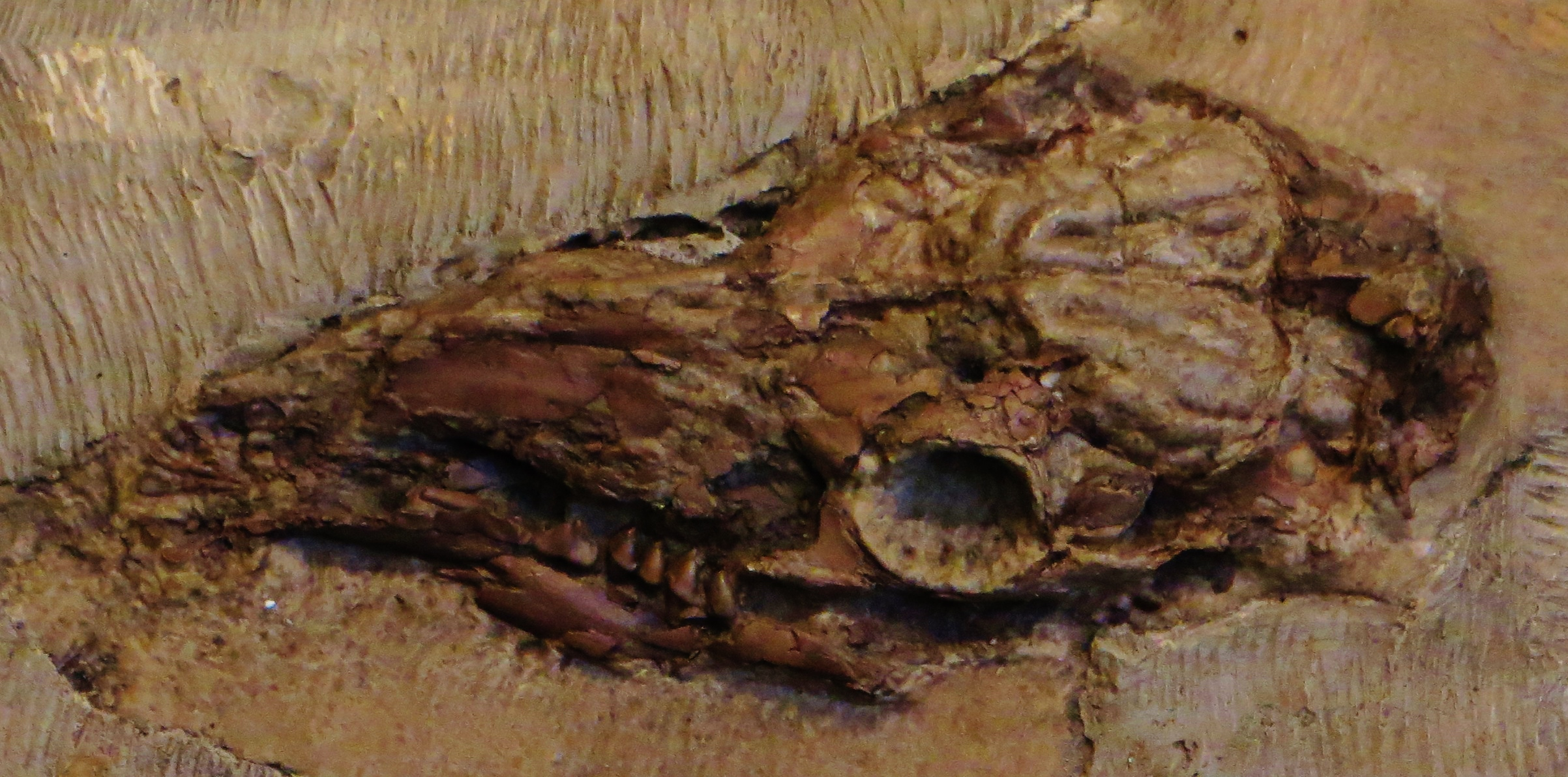
Cranio di Xiphodon gracile. È visibile il calco endocranico.

Gli xifodontidi apparvero nel corso dell'Eocene medio e si svilupparono esclusivamente in Europa, dando vita a un numero relativamente modesto di forme (tra cui Xiphodon e Dichodon), ebbero una notevole speciazione nell'Eocene superiore ma si estinsero alla fine del periodo, anche se alcune forme di Xiphodon potrebbero essere sopravvissute nell'Oligocene inferiore, dopo la Grand Coupure.

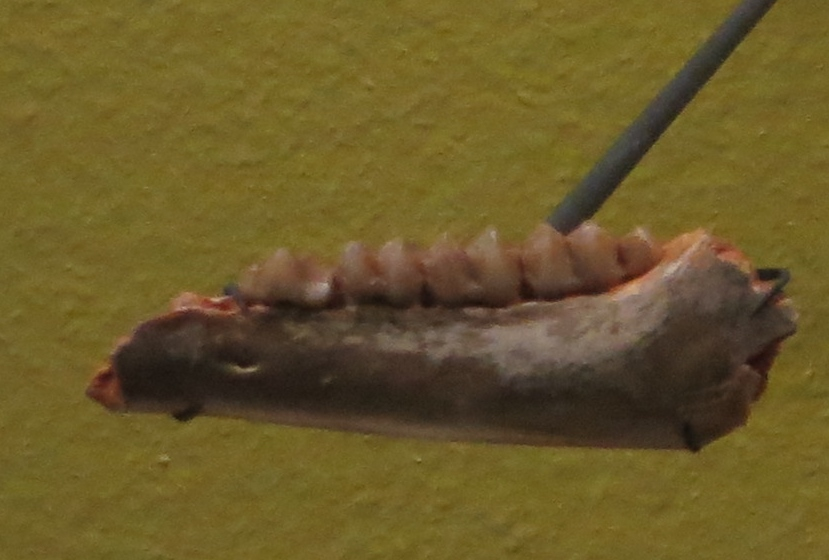
Mandibola di Xiphodon gracile

È interessante notare che all'interno di una singola linea evolutiva vi siano esempi di progressiva evoluzione della dentatura: il genere Dichodon, ad esempio, presentava specie primitive (ad es. D. ruetimeyeri) in cui il cranio era relativamente corto e i premolari erano di forma tipica; in seguito (D. cartieri) l'ultimo premolare assunse una forma simile a quella di un molare, mentre gli altri divennero sempre più simili a lame allungate, fino a diventare (in D. subtile dell'Eocene superiore) allungati a dismisura. In D. subtile anche il canino aveva preso la forma di una lama tagliente.

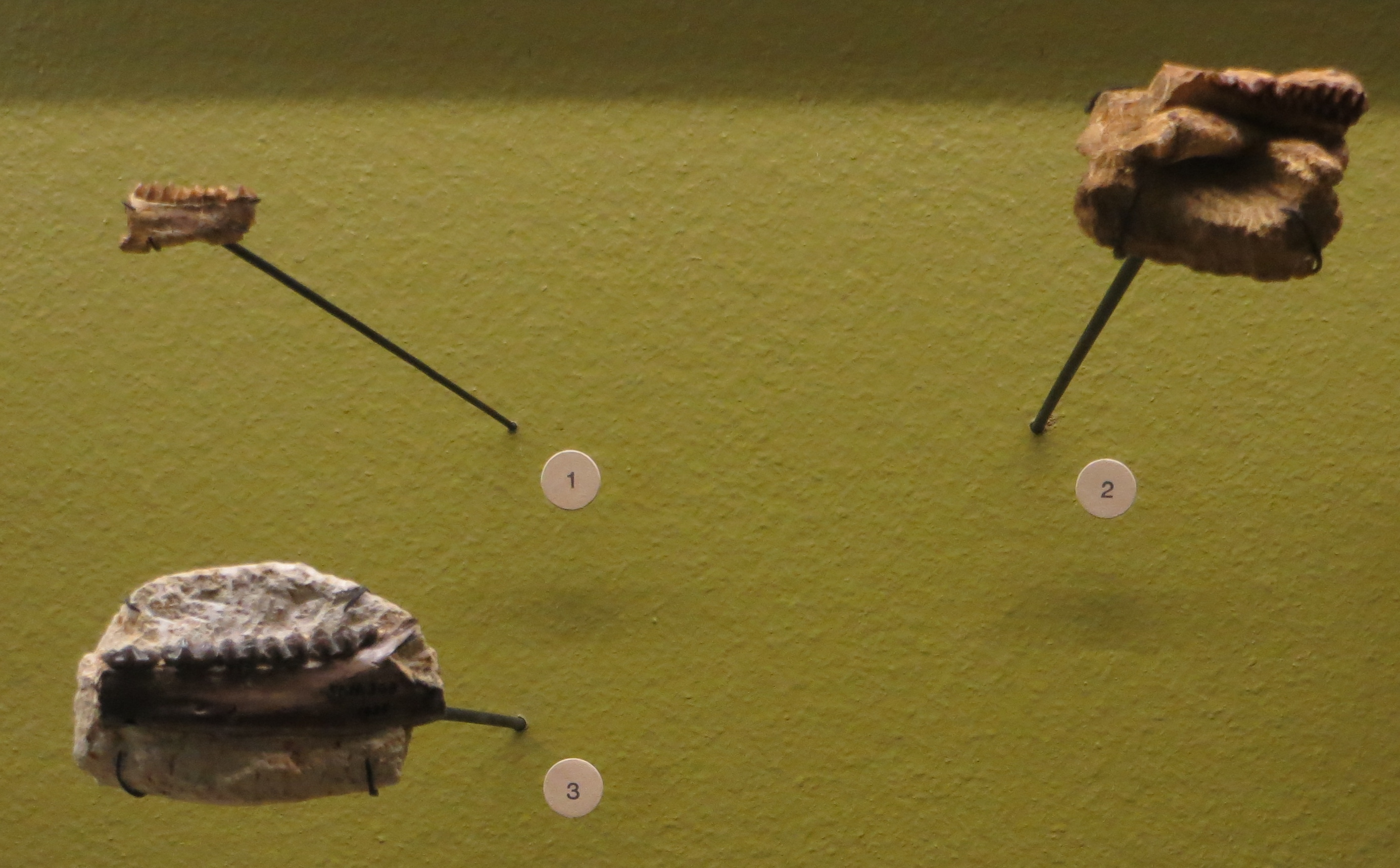
Mandibole di Dichodon ruetimeyeri (1), D. sp. (2) e D. cervinum (3)

## Paleobiologia
Gli xifodontidi erano adattati alla corsa veloce, grazie all'allungamento delle zampe. Come per altri artiodattili del periodo, questo adattamento suggerisce una tendenza verso lo sviluppo di spazi aperti e la riduzione delle foreste intricate nel corso dell'Eocene.